# Los Botados
Los Botados är en ort i Dominikanska republiken.   Den ligger i provinsen Monte Plata, i den östra delen av landet, 26 km norr om huvudstaden Santo Domingo. Los Botados ligger 59 meter över havet och antalet invånare är 4 054.
Terrängen runt Los Botados är platt åt nordost, men åt sydväst är den kuperad. Runt Los Botados är det mycket tätbefolkat, med 2 181 invånare per kvadratkilometer. Närmaste större samhälle är Villa Altagracia, 19,6 km väster om Los Botados. Omgivningarna runt Los Botados är en mosaik av jordbruksmark och naturlig växtlighet.